# Дибела, Кингсфорд
Сэр Кингсфорд Дибела (англ. Kingsford Dibela; 16 марта 1932, Милн-Бей, подмандатная Папуа — Новая Гвинея — 22 марта 2002, Порт-Морсби, Папуа — Новая Гвинея) — государственный деятель независимого государства Папуа — Новая Гвинея, Генерал-губернатор Папуа — Новой Гвинеи (1983—1989), спикер национального парламента (1977—1980).

## Биография
Представитель народа ведау. С 1949 года работал учителем начальных классов. В 1963 году был назначен на пост председателя органа местного самоуправления Вераура.
В 1975 году впервые был избран в парламент страны, в 1977—1980 годах — спикер Национального парламента.
В марте 1983 года королевой Елизаветой II был назначен генерал-губернатором Папуа-Новой Гвинеи, работал в этой должности до своей отставки в феврале 1990 года.

## Награды и звания
Кавалер Большого креста ордена Святых Михаила и Георгия (1983).